# Museo Comunitario de Tecolotlán
El Museo Comunitario de Tecolotlán, Jalisco, México fue fundado en el año de 1985, siendo presidente municipal el Licenciado Gabriel Cueva López

## Historia del Museo
El museo alberga un fósil de Gliptodonte (uno de los más completos de la República Mexicana) y que fue localizado por el Sr. José Quintero en las inmediaciones de la presa El Pochote, localizada a 5 km. de la cabecera Municipal y rescatado por un grupo de entusiastas Tecolotlenses encabezados por el Dr. Vázquez Valls y acompañado del presidente municipal, el Dr. Ángel Jiménez, la Sra. Elva Merino, el Dr. Carlos Antonio Cueva, el Sr. Arnulfo Pérez Chavarín, el Mtro. José Natividad Cueva López, los que fueron asesorados por los paleontólogos Enrique Flores Trishler y Federico Solórzano Barreto del Museo Regional del Estado. Una vez rescatado dicho fósil se trasladó a la ciudad de Guadalajara, al Museo Regional del Estado donde fue acondicionado y presentado como pieza principal de la exposición titulada Para Armar Gigantes. Al término regresa a la población de Tecolotlán, Jalisco donde permanece desde entonces.

## Exposiciones
En sus salas el Museo Comunitario ha albergado la obra de destacados artistas entre los que se señalan los pintores Lucía Maya, Cornelio García, Gonzalo Ceja, Ricardo Anguía, Tony Capellán, Alejandro Julián, Georgia Charuhas, José Natividad Cueva López, Lourdes Sosa, Nacho Gómez Arreola, Luz María Mejía entre otros. Se han presentado así mismo cantantes de la talla de María Luisa Tamez, Mercedes Medina, El Mariachi Tradicional de Tecolotlán, Jalisco y escritores de la talla de Elena Poniatowska, Vicente Quirarte, Matilde Asensi. Se presentan así mismo periódicamente exposiciones artísticas de toda índole. En sus salas se ubica también la Biblioteca Pública Regional No. 376.
- Datos: Q5475618